# Abierto Mexicano Pegaso 2001
Die Abierto Mexicano Pegaso 2001 waren ein Tennisturnier der WTA Tour 2001 für Damen und ein Tennisturnier der ATP Tour 2001 für Herren in Acapulco und fanden zeitgleich vom 26. Februar bis zum 3. März 2001 statt.